# 33-я армия (СССР)

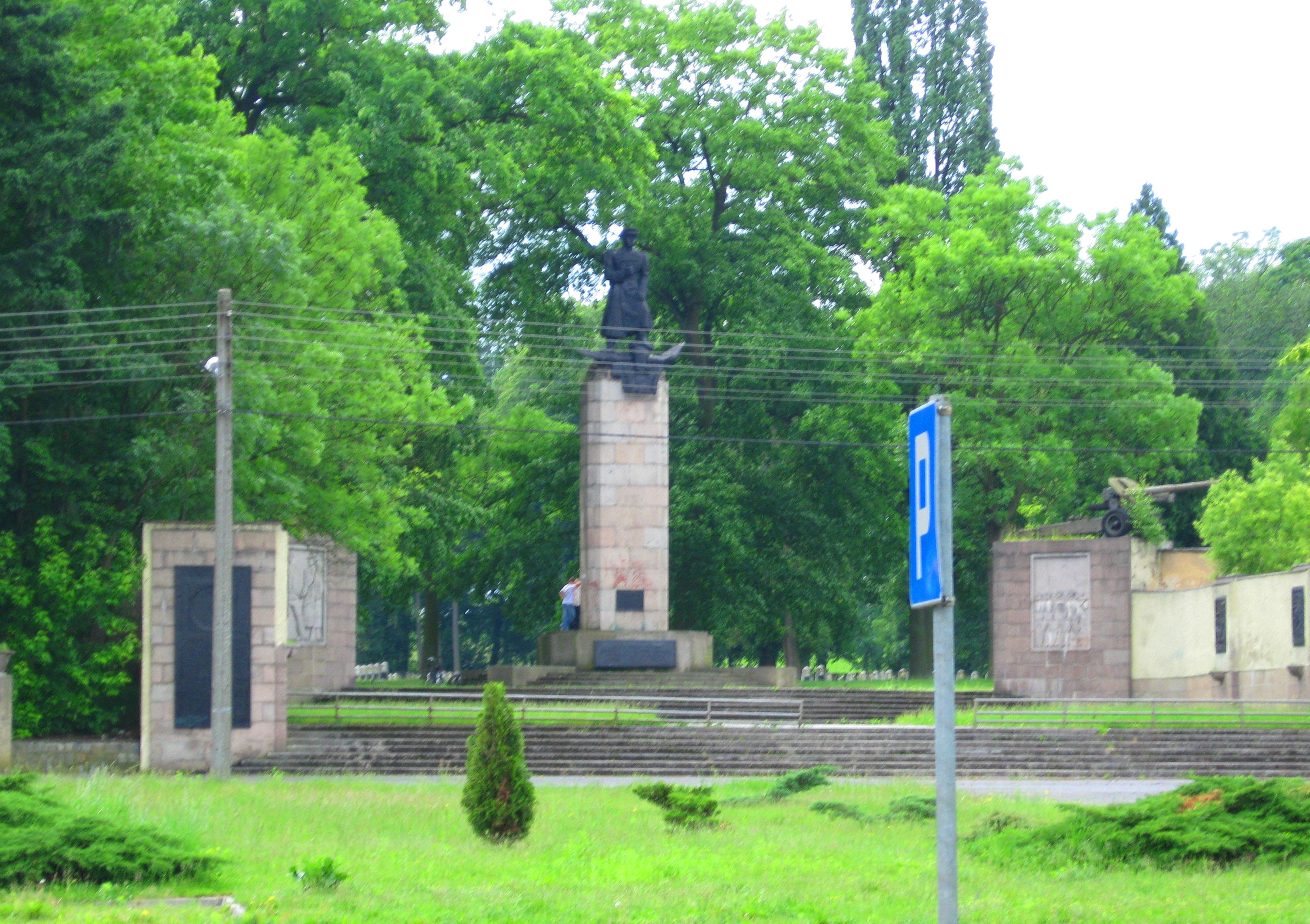
Мемориал у входа на кладбище военнослужащим 33-й армии по Львовской улице (город Цыбинка, Польша).

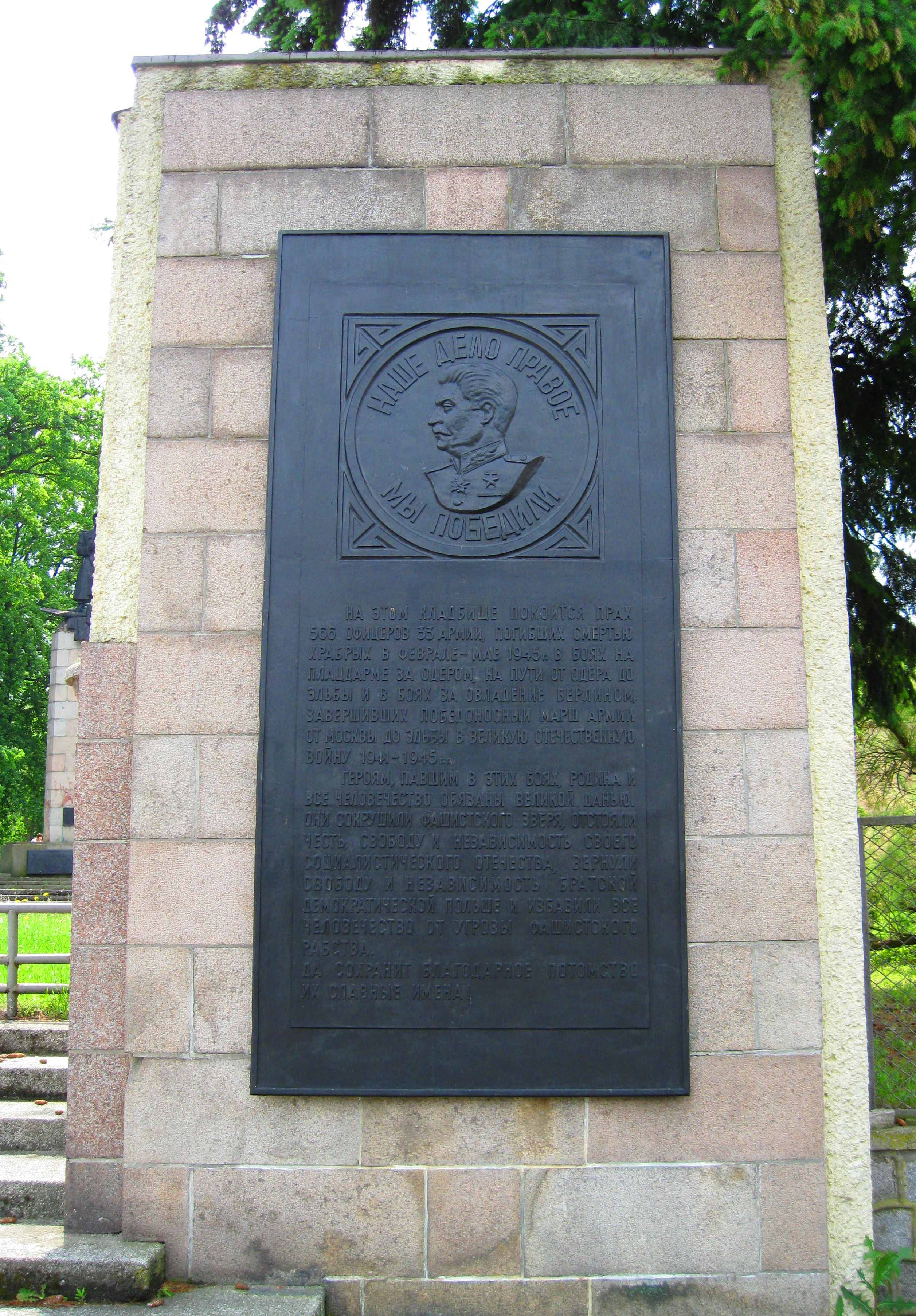
Мемориальная доска у входа на кладбище военнослужащим 33-й армии по Львовской улице (город Цыбинка, Польша).

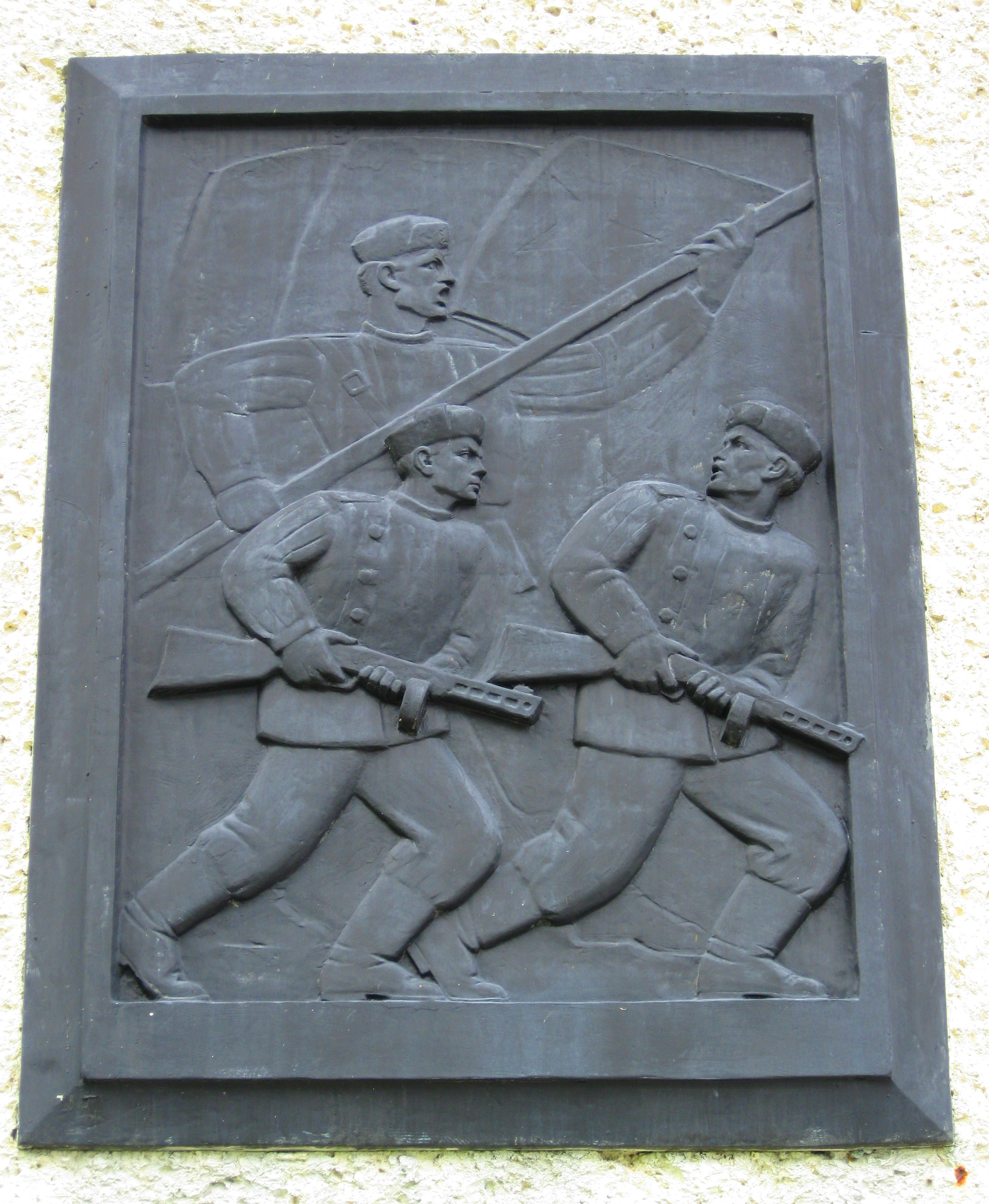
Мемориальная доска у входа на кладбище военнослужащим 33-й армии по Львовской улице (город Цыбинка, Польша).

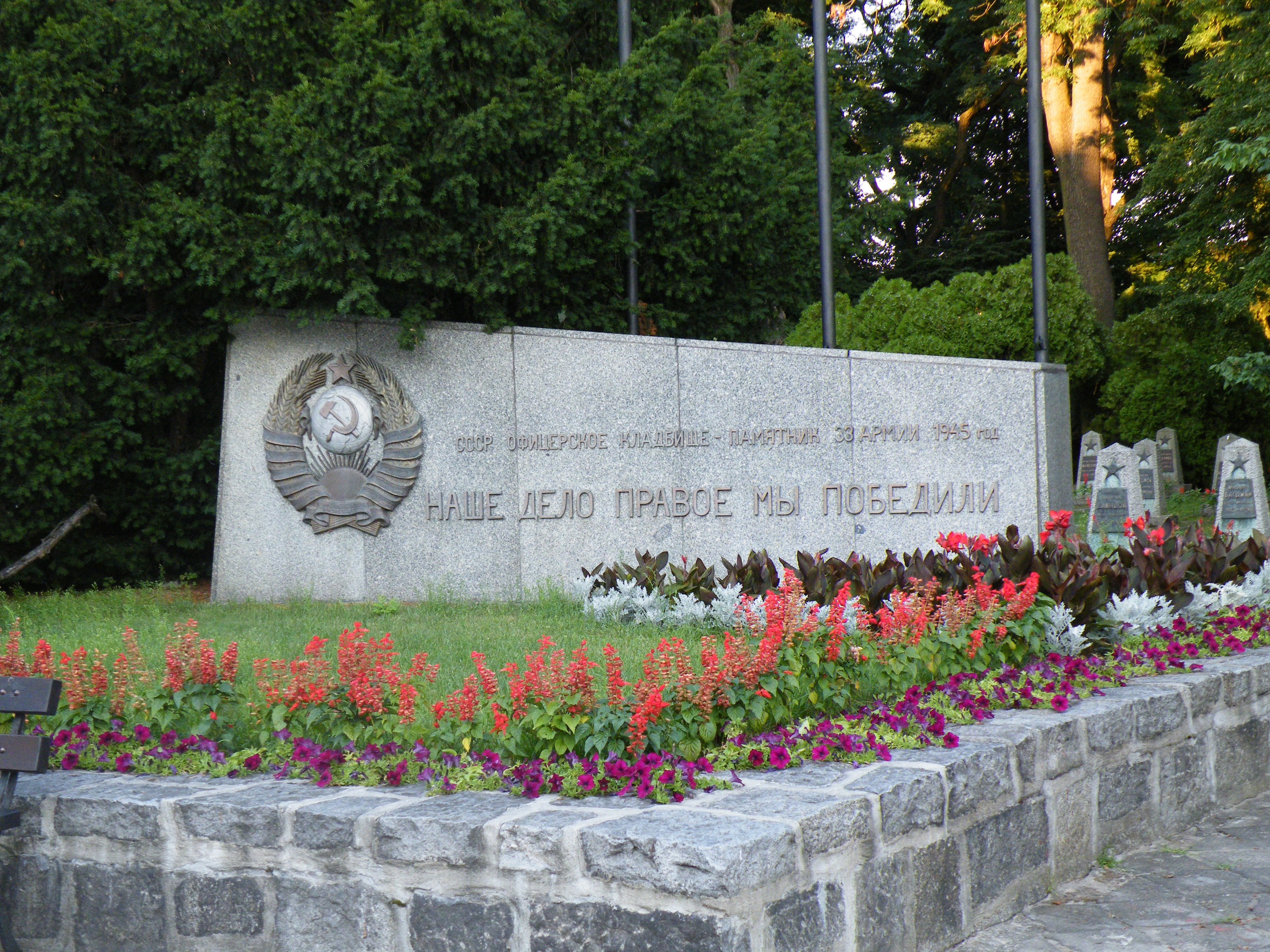
Военное мемориальное кладбище офицеров 33-й армии в городе Вольштын, Польша.

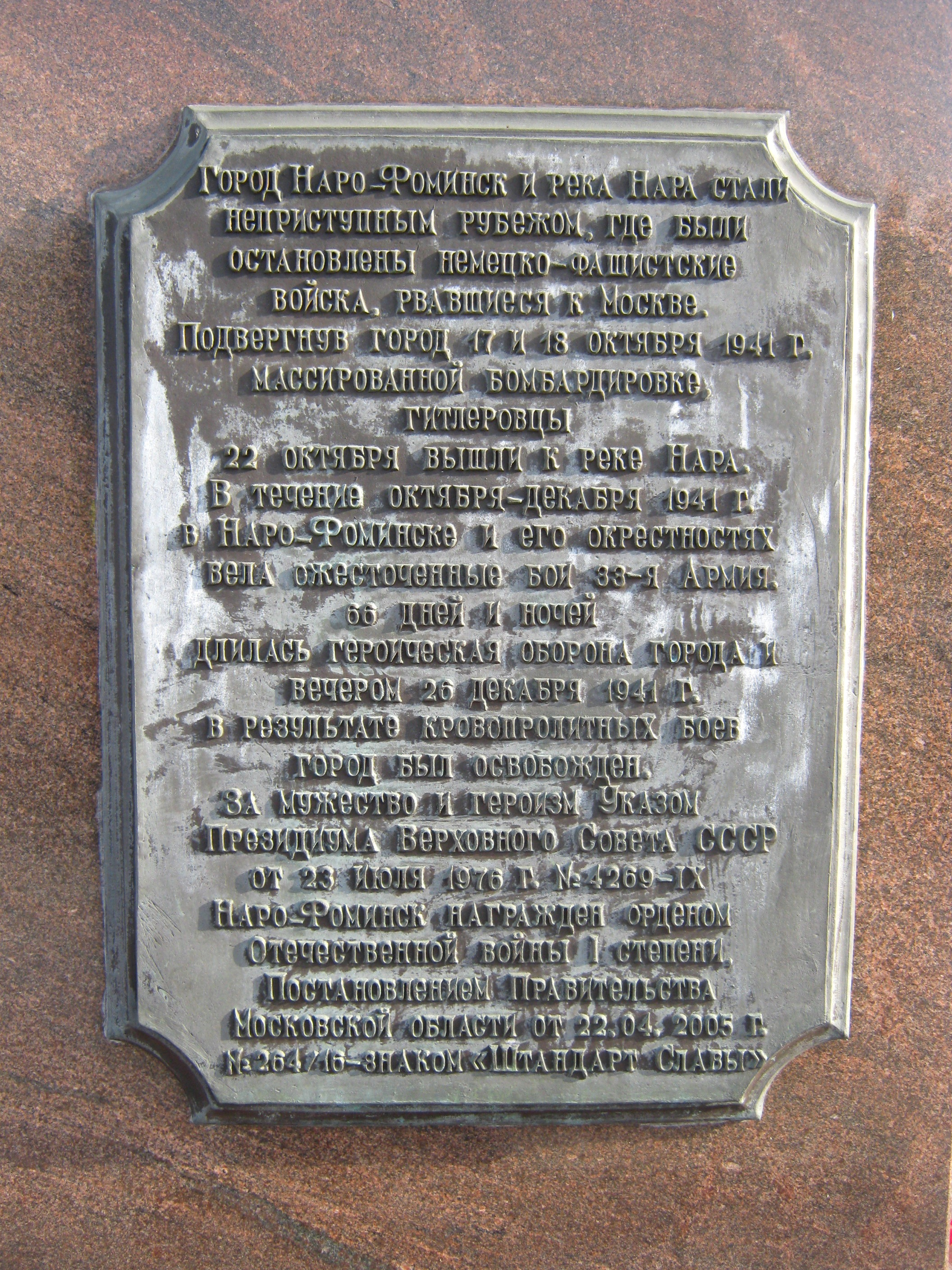
Мемориальная доска на стеле «Город воинской славы» (Наро-Фоминск)

33-я армия (33 А) — оперативное войсковое объединение (армия) в составе РККА, Вооружённых Сил СССР, во время Великой Отечественной войны.

## История
33-я армия сформирована в Московском военном округе в июле 1941 года. Первоначально в неё входили 1, 5, 9, 17 и 21-я дивизии народного ополчения, 3 дивизии НКВД, 109-я танковая дивизия, ряд артиллерийских и других частей. С 18 июля армия была включена во Фронт Можайской линии обороны и с 22 июля занимала оборону на рубеже Карачарово, Шустики (западнее Можайска). С 30 июля входила в Резервный фронт и после перегруппировки в район Спас-Деменска занимала оборону на Ржевско-Вяземском оборонительном рубеже.

### Битва за Москву
С 3 октября участвовала в Вяземской операции 1941 года, с 13 октября в составе Западного фронта — в Можайско-Малоярославецкой операции 1941 года.
Утром 14 октября 1941 года бойцы 33-й армии вступили в соприкосновение с передовыми частями немцев и нанесли им мощный удар, захватив при этом первых пленных — солдат 258-й немецкой пехотной дивизии. С 13 октября по 3 ноября 1941 года южный фланг Можайского укрепрайона — район города Верея, обороняли войска 33-й армии: 151-я мотострелковая бригада и 1-й особый кавалерийский полк НКО СССР под командованием полковника Шаймуратова М. М. Они противостояли трем немецким дивизиям: 7-я пехотная дивизия, дивизия СС «Рейх», 258-я пехотная дивизия.
К 24 октября войска армии остановили противника на реке Нара. В начале декабря во взаимодействии с 5А в напряжённых боях разгромили группировку немецких войск, прорвавшуюся севернее и южнее Наро-Фоминска, и восстановили оборону по реке Нара.
В декабре 1941 — апреле 1942 года армия участвовала в контрнаступлении под Москвой и общем наступлении на западном направлении, в ходе которых освободила города Наро-Фоминск (26 декабря 1941 года) и Боровск (4 января 1942 года).
Обстановка на фронте 33-й армии, сложившаяся к 17 января 1942 года.

Войска Западного фронта продолжали наступление по всему фронту.

33-я армия в течение дня 17.01 основными силами вела бой за г. Верея, Одновременно частью сил уничтожала оставшиеся в тылу опорные пункты противника,
222-я СД двумя полками в 13.00 начала атаку противника на северо-восточной окраине г. Верея. Третий полк остановлен огнём противника на восточном берегу р. Протва перед Милятино.
— Обстановка на фронте 33-й армии, сложившаяся к 17 января 1942 года. Оперативное управление Генерального штаба РККА
Освободила Верею 19 января 1942 года. К началу февраля вышла в район юго-восточнее Вязьмы и во взаимодействии с 1-м гвардейским кавалерийским корпусом пыталась с ходу овладеть городом. Противник сильными контрударами отрезал часть сил армии и корпус от основных сил Западного фронта. Действуя в тылу врага, части армии во взаимодействии с 1-м гвардейским кавалерийским и 4-м воздушно-десантным корпусами и партизанскими отрядами до июня 1942 года удерживали обширный район, сковывая значительные силы немецких войск. В ходе тяжёлых боёв в окружении 19 апреля 1942 погиб раненый командарм Михаил Григорьевич Ефремов (застрелился, чтобы избежать пленения). В результате боёв в окружении при Втором Вяземском сражении в 1942-м году 33-я армия потеряла более 10 000 человек кадрового состава.
В начале июня 1942 года многим частям армии удалось прорвать фронт окружения и соединиться с войсками Западного и Калининского фронтов.

### Ржевская битва
Во 2-й половине 1942 года войска армии обороняли рубеж Гжатск, Юхнов. В марте 1943 года участвовали в Ржевско-Вяземской наступательной операции 1943 года, в ходе которой во взаимодействии с 5А освободили г. Вязьма (12 марта), вышли на южный берег р. Угра северо-восточнее Ельни, где перешли к обороне.
С вечера 13 апреля всякая связь со штабом 33-й армии теряется. Вопреки плану штаба Западного фронта и распоряжению Г. К. Жукова выходить на Киров, И. В. Сталин лично даёт М. Г. Ефремову разрешение на выход по кратчайшему пути на Угру, где остатки армии попадают в засаду. Армия перестаёт существовать как единый организм, и отдельные её части пробиваются на восток разрозненными группами. 17 или 18 апреля раненый М. Г. Ефремов покончил жизнь самоубийством.

### Боевые операции 1943—1945 годов
В конце октября 1943 года 33-й армии переданы войска 21-й армии.
Летом и осенью 1943 года армия участвовала в Смоленской операции 1943 года. К концу операции вышла на рубеж восточнее Ленино, севернее Дрибин. В октябре в боях под Ленино в составе армии приняла боевое крещение 1-я Варшавская пехотная дивизия (Польша) имени Т. Костюшко. В начале декабря 1943 года армия была выведена в резерв фронта для доукомплектования. В конце 1943 — начале 1944 года она участвовала в наступательных операциях Западного фронта на богушевском и витебском направлениях.
В апреле 1944 года армия перегруппирована на оршанское направление и до конца июня обороняла рубеж Баево, Дрибин.
Затем в составе 2-го Белорусского с 5 июля 3-го Белорусского фронтов участвовала в разгроме немецких войск в Белоруссии. В Могилёвской операции 1944 года её войска успешно форсировали реки Проня, Бася, Днепр, освободили город Шклов (27 июня) и к концу операции вышли в междуречье Друти и Днепра западнее Шклова.
В Минской операции 1944 армия во взаимодействии с частью сил 50-й и 49-й армий участвовала в уничтожении окружённой группировки противника восточнее Минска. В последующем, составляя 2-й эшелон 3-го Белорусского фронта, вышла к реке Неман и в середине июля сосредоточилась в районе северо-восточнее г. Алитус. В конце июля — августе участвовала в Каунасской операции 1944 года, в ходе которой вышла на подступы к Восточной Пруссии. В сентябре 1944 года была выведена в резерв Ставки ВГК, перегруппирована в район юго-восточнее Белостока и с 18 октября включена в состав 1-го Белорусского фронта.
В Варшавско-Познанской операции 1945 наступала с пулавского плацдарма в направлении Шидловец, Опочно, Калган. К концу операции вышла к р. Одер (Одра) в районе Фюрстенберга и юго-восточнее, форсировала её и захватила плацдарм.
13 апреля 1945 года в 5:15 после артподготовки и авианалёта полки 1-й пехотной дивизии РОА атаковали южнее Фюрстенберга позиции 119-го укрепрайона 33-й армии. Атака 3-го полка с юга была отбита к середине дня с большими потерями для наступающих. После короткой передышки атака была возобновлена, но вновь захлебнулась. Более успешно действовал 2-й полк, атаковавший плацдарм с севера при поддержке 12 танков и нескольких самоходных орудий. Ему удалось овладеть первой линией окопов и продержаться на ней до следующего дня. Общие потери дивизии убитыми составили 370 человек. Командир дивизии Буняченко приказал отвести дивизию в тыл, откуда она двинулась в сторону Чехии.
В Берлинской операции 1945 после успешного прорыва обороны противника войска армии во взаимодействии с другими армиями 1-го Белорусского и 1-го Украинского фронтов участвовали в разгроме группировки немецких войск, окружённой юго-восточнее Берлина. Боевые действия армия завершила 6 мая выходом главных сил на р. Эльба северо-западнее города Десау.
В годы Великой Отечественной войны за мужество, героизм и высокое воинское мастерство десятки тысяч воинов ЗЗА награждены орденами и медалями, а 116 из них присвоено звание Героя Советского Союза. Многие её соединения и части награждены орденами и удостоены почётных наименований.
После Победы армия оставалась в Германии, в июне 1945 года передана в Группу советских оккупационных войск в Германии (управление в г. Любс). Там немедленно началось расфромирование всех входивших в армию соединений (только 89 сд убыла на территорию СССР). Расформирование завершено в августе 1945 года. Управление 33 А убыло в Смоленск и обращено на формирование управления Смоленского военного округа.

## Командование

### Командующий
- комбриг Онуприенко, Дмитрий Платонович (16.07 — 25.10.1941),
- генерал-лейтенант Ефремов, Михаил Григорьевич (25.10.1941 — 19.04.1942),
- генерал армии Мерецков, Кирилл Афанасьевич (4.05 — 8.06.1942),
- генерал-лейтенант Хозин, Михаил Семёнович (8.06 — 18.10.1942),
- генерал-лейтенант, с 9 сентября 1943 - генерал-полковник Гордов, Василий Николаевич (18.10.1942 — 13.03.1944),
- генерал-полковник Петров, Иван Ефимович (13.03 — 12.04.1944),
- генерал-лейтенант Крючёнкин, Василий Дмитриевич (12.04 — 9.07.1944),
- генерал-лейтенант Морозов, Степан Ильич (9.07 — 29.09.1944),
- генерал-полковник Цветаев, Вячеслав Дмитриевич (29.09.1944 — 9.07.1945).

### Член Военного Совета
- бригадный комиссар Шляхтин, Марк Дмитриевич (16.07.1941 — 31.03.1942),
- бригадный комиссар, с 6 декабря 1942 — генерал-майор Бабийчук, Роман Павлович (31.03.1942 — 9.07.1945),
- подполковник, с 11 марта 1943 — полковник Фурсов, Иван Сергеевич (29.01.1943 — 9.07.1945)[6].

### Начальник штаба
- полковник Простов, Иван Кондратьевич (16.07 — 19.10.1941),
- генерал-майор Кондратьев, Александр Кондратьевич (20.10.1941 — 2.05.1942),
- генерал-майор Покровский, Александр Петрович (3.05 — 12.07.1942),
- полковник, с 17 ноября 1942 - генерал-майор Киносян, Степан Ильич (13.07.1942 — 5.06.1944),
- генерал-майор Пастушихин, Николай Васильевич (5 — 9.06.1944),
- генерал-майор Пенчевский, Артемий Петрович (9.06 — 12.08.1944),
- полковник Первенцев, Георгий Николаевич (12.08 — 4.09.1944),
- генерал-майор Орлеанский, Виктор Павлович (4.09.1944 — 9.07.1945).

### Заместители командующего армии по т/в, Командующие БТ и МВ армии
- 00.07.1941 — 00.03.1943 Сафир, Михаил Павлович, полковник, с 10.11.1942 ген.-майор т/в
- 22.11.1941 — 31.01.1942, ид Бахметьев, Дмитрий Дмитриевич, полковник
- 00.07.1941 — 00.03.1943 Сафир, Михаил Павлович, полковник, с 10.11.1942 ген.-майор т/в
- 00.03.1943 — 00.05.1943 Банников, Константин Николаевич, полковник
- Колосов, Максим Васильевич (ид 12.05.1943 по 06.1943) генерал-майор танковых войск.
- 00.09.1943 — 00.10.1943, ид Никулин, Андрей Иванович, полковник
- 13.10.1943 — 28.10.1943, ид Кирсанов, Александр Сергеевич, полковник
- 28.10.1943 — 14.11.1943 Кирсанов, Александр Сергеевич, полковник (14.11.1943 тяж. ранен)
- 20.11.1943 — 19.05.1945 Вахрушев, Александр Андреевич, полковник, с 20.04.1945 ген.-майор т/в (19.05.1945 умер)

## Состав армии

### Начальный
- управление (штаб);
- 1-я дивизия народного ополчения (60 сд);
- 5-я дивизия народного ополчения (113 сд);
- 9-я дивизия народного ополчения (139 сд);
- 17-я дивизия народного ополчения (17 сд);
- 21-я дивизия народного ополчения (173 сд);
- 109-я танковая дивизия
- артиллерийские и другие части;

### На 25 декабря 1944
- управление (штаб);
- 16-й стрелковый корпус:
  - 89-я стрелковая дивизия
  - 339-я стрелковая дивизия
  - 383-я Шахтёрская стрелковая дивизия
- 38-й стрелковый корпус:
  - 42-я стрелковая дивизия
  - 64-я стрелковая дивизия
  - 95-я стрелковая дивизия
  - 323-я стрелковая дивизия
- 62-й стрелковый корпус:
  - 49-я стрелковая дивизия
  - 222-я стрелковая дивизия
  - 362-я стрелковая дивизия
- 115 УР
- 119 УР с апреля 1945 года.
- 5-я артиллерийская дивизия
- 142 армейская пушечно-артиллерийская бригада
- 35 мбр
- 1091 пап
- 20 иптабр
- 25 гмбр
- 305 гмп
- 56 гмп
- 64-я зенитная дивизия
- 9-й танковый корпус
- 244 тп
- 257 тп
- 360 гв. тсап
- 361 гв. тсап
- 33 обхз
- 183 АЗСП
- 34 инженерно-сапёрная бригада
- 676 оатр
- другие части армии:
  - 10-й отдельный Неманский[7] ордена Красной Звезды[8] полк связи.[9]

## Освобождённые города
В ходе Великой Отечественной войны войсками 33-й армии были освобождены города:
- Наро-Фоминск — 26 декабря 1941 года в ходе контрнаступления под Москвой
- Боровск — 4 января 1942 года в ходе контрнаступления под Москвой
- Верея — 19 января 1942 года в ходе Ржевско-Вяземской операции
- Вязьма — 12 марта 1943 года в ходе очередной Ржевско-Вяземской наступательной операции (совместно с 5-й армией)
- Спас-Деменск — 13 августа 1943 года в ходе Спас-Деменской операции (совместно с 49-й армией)
- Починок — 23 сентября 1943 года в ходе Смоленско-Рославльской операции
- Горки — 26 июня 1944 года в ходе Могилёвской операции
- Шклов — 27 июня 1944 года в ходе Могилёвской операции
- Приенай (ныне Пренай) — 22 июля 1944 года в ходе наступления на каунасском направлении
- Мариямполе — 31 июля 1944 года в ходе Каунасской операции
- Солец-Куявски — 15 января 1945 года в ходе Варшавско-Познанской операции
- Илжа — 16 января 1945 года ходе Варшавско-Познанской операции
- Радом — 16 января 1945 года в ходе Варшавско-Познанской операции (совместно с 69-й армией)
- Лодзь — 19 января 1945 года в ходе Варшавско-Познанской операции (совместно с 8-й гвардейской армией, 69-й армией, 1-й гвардейской танковой армией при поддержке 16-й и 18-й воздушных армий)
- Калиш — 23 января 1945 года в ходе Варшавско-Познанской операции
- Швибус (ныне Свебодзин) — 31 января 1945 года в ходе Варшавско-Познанской операции (совместно с 69-й армией)
- Франкфурт-на-Одере, восточная часть (ныне Слубице) — 19 апреля 1945 года в ходе Берлинской операции (совместно с 69-й армией)
- Франкфурт-на-Одере, западная часть — 23 апреля 1945 года в ходе Берлинской операции (совместно с 69-й армией)